# 도메인 모델

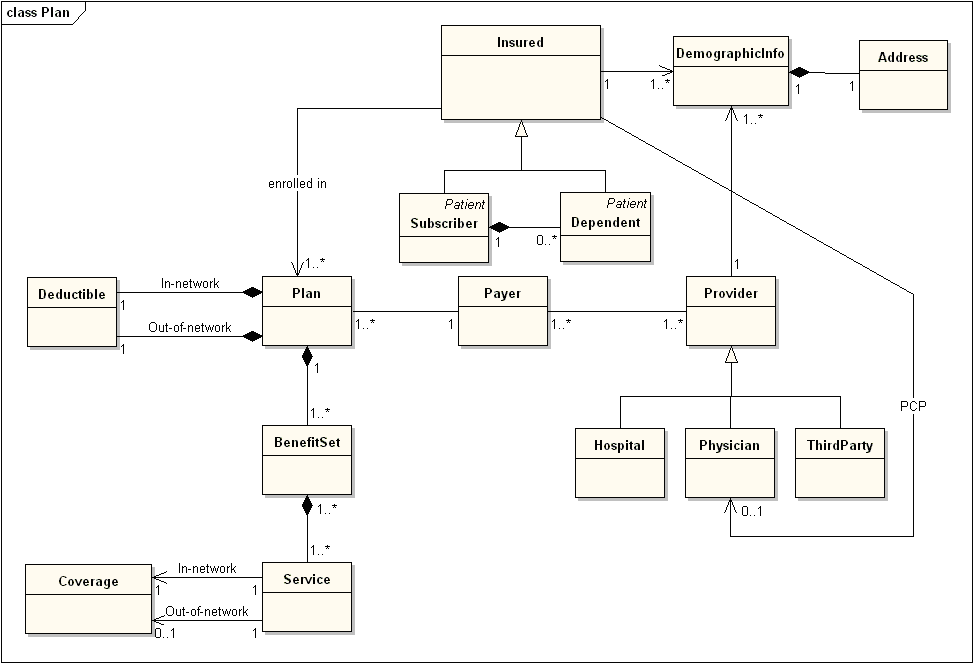
건강 보험 플랜의 샘플 도메인 모델

소프트웨어 공학에서 도메인 모델(domain model)은 행위와 데이터를 둘 다 아우르는 도메인의 개념 모델이다.

## 같이 보기
- 도메인 주도 설계
- 정보 모델
- 정신 모델